# Västerby, Hedemora kommun
Västerby är en tätort i Hedemora kommun. Den är, liksom Smedby, av särskilt byggnadsvårdsintresse och har därför mycket hårda regler för om- och nybyggnad av hus.

## Historia
Västerby nämns första gången 1479, men är säkerligen mycket äldre med tanke på alla fornfynd i trakten. Lägen vid mindre vattensamlingar var attraktiva och brukade väljas mycket tidigt för fast bosättning. 
Byn ligger vid Badelundaåsen som utgjorde den medeltida landsvägen upp mot Dalarna. Strax utanför byn kan man ännu följa den hålväg som markerar den gamla vägsträckningen. 
Under 1700-talet var Västerby en av de största byarna i Hedemoratrakten med en befolkning på över 200 personer. Parallellt med jordbruket förekom klensmide vid gårdarna. År 1800 var befolkningen ca 300 personer. Ägosplittringen var stor och därför genomfördes ett storskifte 1817–1819. På den karta som då upprättades kan man se det exakta utseendet på byn med byggnadslägen och ägogränser. År 1890 var byn som störst med ca 380 invånare.
Då ägosplittringen ånyo hade tagit alltför stora proportioner för att möjliggöra ett rationellt jordbruk genomfördes ett laga skifte 1953–1958.

### Befolkningsutveckling
| Befolkningsutvecklingen i Västerby, Hedemora kommun 1960–2020 | Befolkningsutvecklingen i Västerby, Hedemora kommun 1960–2020 | Befolkningsutvecklingen i Västerby, Hedemora kommun 1960–2020 | Befolkningsutvecklingen i Västerby, Hedemora kommun 1960–2020 | Befolkningsutvecklingen i Västerby, Hedemora kommun 1960–2020 |
| ------------------------------------------------------------- | ------------------------------------------------------------- | ------------------------------------------------------------- | ------------------------------------------------------------- | ------------------------------------------------------------- |
|                                                               |                                                               |                                                               |                                                               |                                                               |
| År                                                            |                                                               |                                                               | Folkmängd                                                     | Areal (ha)                                                    |
| 1960                                                          | 1960                                                          |                                                               | 209                                                           |                                                               |
| 1965                                                          | 1965                                                          |                                                               | 264                                                           |                                                               |
| 1970                                                          | 1970                                                          |                                                               | 253                                                           |                                                               |
| 1975                                                          | 1975                                                          |                                                               | 313                                                           |                                                               |
| 1980                                                          | 1980                                                          |                                                               | 383                                                           |                                                               |
| 1990                                                          | 1990                                                          |                                                               | 392                                                           | 56                                                            |
| 1995                                                          | 1995                                                          |                                                               | 401                                                           | 58                                                            |
| 2000                                                          | 2000                                                          |                                                               | 401                                                           | 58                                                            |
| 2005                                                          | 2005                                                          |                                                               | 371                                                           | 58                                                            |
| 2010                                                          | 2010                                                          |                                                               | 368                                                           | 58                                                            |
| 2015                                                          | 2015                                                          |                                                               | 383                                                           | 71                                                            |
| 2020                                                          | 2020                                                          |                                                               | 395                                                           | 74                                                            |
|                                                               |                                                               |                                                               |                                                               |                                                               |

## Samhället

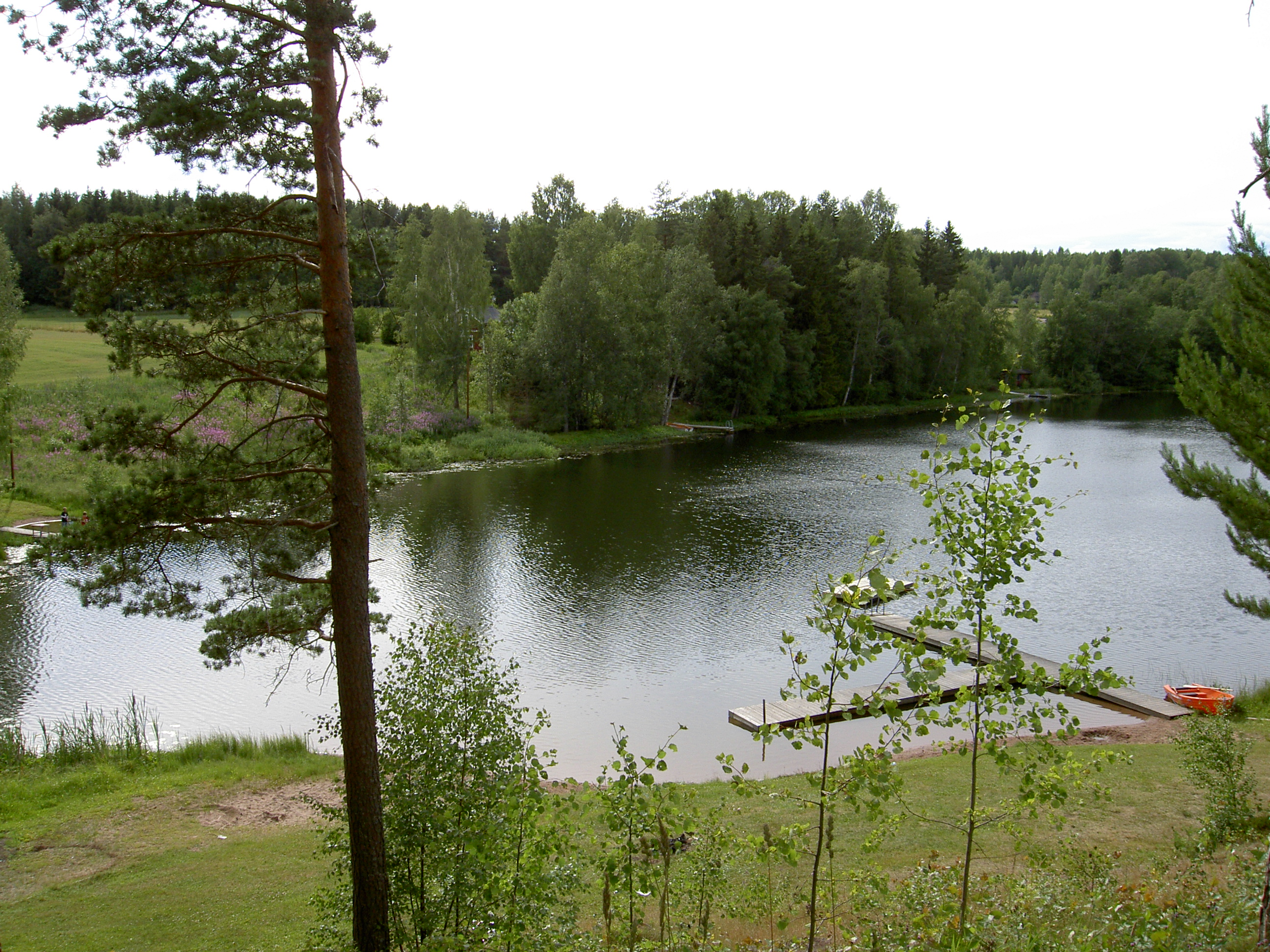
Käringtjärnen

Västerby är en av de bäst bevarade byarna i Hedemora kommun och finns med i bevarandeplanen. Bebyggelsen är samlad kring den lilla vattensamlingen Bysjön (Lushavet) till en klungby av 1700-talstyp. I stort är byggnadslägena samma som 1817. I bykärnan ligger gamla bostadshus och uthus tätt längs ett nät av smala grusade vägar. Av de tvärgränder som förr gick ner till vattnet och som var nödvändiga för djurens vattenförsörjning så länge man saknade vattenledningar finns idag bara en kvar. Vid Bysjön ligger gamla tvättstugor. I bykärnan har den tidigare bebyggelsestrukturen med kringbyggda gårdar förändrats genom rivning av byggnader. Nästan hälften av de äldre byggnaderna har rivits. Endast ett fåtal gårdar är idag helt kringbyggda. Gårdsrummen kan fortfarande upplevas genom att alléträd, staket och häckar har ersatt tidigare byggnader. Bebyggelsen ger ett enhetligt intryck beroende på att de flesta byggnaderna är rödmålade och har sadeltak med tegel. En viktig del av miljön är också vegetationen i form av vårdträd och häckar samt välskötta trädgårdar. 
Söder och väster om byn finns nya bostadsområden.